# Opération Eagle's Summit
Guerre d'Afghanistan
L'opération Eagle's Summit est une vaste opération de la FIAS et de l'armée afghane pour livrer une turbine au barrage hydroélectrique de Kajakai. Elle dura du 27 août au 5 septembre 2008.

## Contexte
Situé sur la rivière Helmand, le barrage hydroélectrique de Kajakai est un ancien centre de production très important pour le sud de l'Afghanistan. Les Britanniques et les Hollandais espèrent le remettre en état et ont engagé de nombreuses opérations de 2006 à 2008 pour en éloigner les talibans.
L'opération consiste en deux convois principaux. L'un doit transporter la turbine. Il est composé par des Britanniques. Le second doit tromper les talibans et est composé de Danois. Une unité afghane doit enfin sécuriser un tronçon dangereux de l'autoroute 611. Un large soutien aérien américain, français et hollandais est prévu.

## Résultats
Le trajet dure cinq jours depuis l'aéroport de Kandahar. Des accrochages avec les Talibans ont lieu notamment entre armée afghane et la guérilla des talibans. Le convoi britannique arrive à destination le 3 septembre appuyé par un important soutien d'artillerie. Cependant, les ingénieurs pensent que la reconstruction du barrage va prendre encore au moins deux ans.

## Pertes
Les pertes de la coalition sont d'un mort (Canadien) et 12 blessés (2 Britanniques, 2 Afghans et 7 Canadiens). Selon l'OTAN, il y a au moins 200 tués talibans.